# マクラ
マクラ（イタリア語: Macra ; オック語: L'Arma）は、イタリア共和国ピエモンテ州クーネオ県にある、人口約50人の基礎自治体（コムーネ）。
ヴァッレ・マイラ（別名ヴァッレ・マクラ）の中央部に位置するコムーネである。

## 名称
Macraは、この村を流れる川（マイラ川）の別名であり、またその川が形作る谷筋（ヴァッレ・マイラ）の別名でもある。自治体名としては、1928年に用いられるようになった。
この地域はオック語が話される地域（オクシタニア）で、ヴァッリ・オッチターネ (it:Valli occitane) と呼ばれる谷々の一角に含まれる。イタリア語の Comune di Macra に対応する自治体名のオック語表記として、Comuna de L'Arma が用いられている。

## 地理

### 位置・広がり

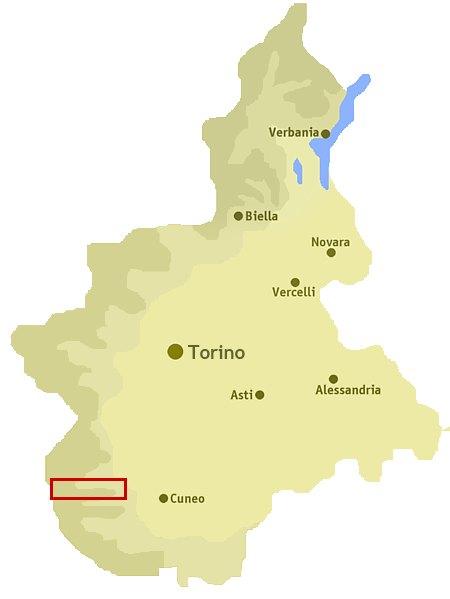
ピエモンテ州におけるヴァッレ・マイラの概略位置

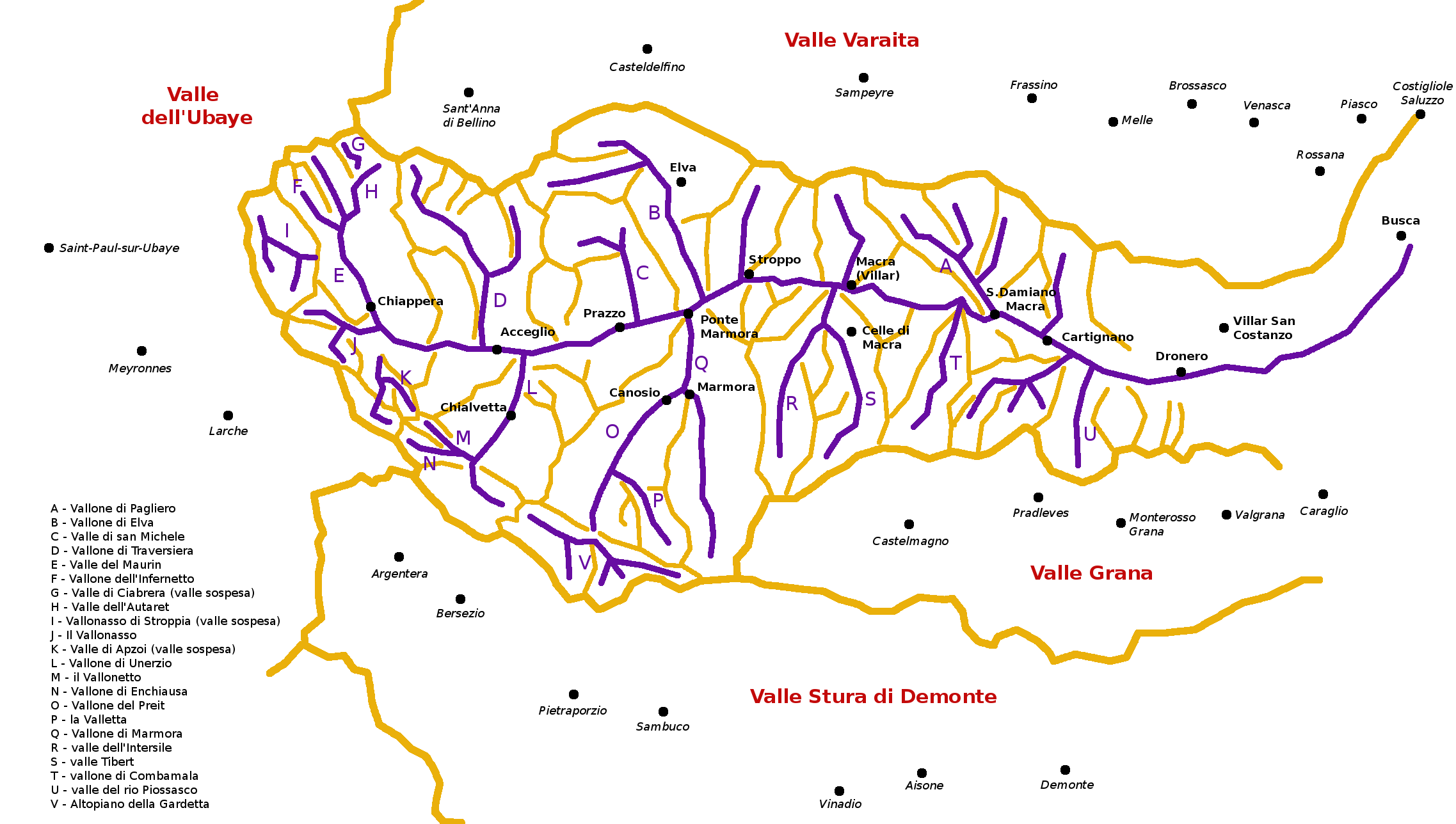
ヴァッレ・マイラの地図

クーネオ県西部、ヴァッレ・マイラ (it:Valle Maira) の中央部に位置するコムーネである。県都クーネオの西北西約32km、州都トリノの南西約75kmに位置する。

#### 隣接コムーネ
隣接するコムーネは以下の通り。
- サンペイレ - 北
- サン・ダミアーノ・マクラ - 東
- チェッレ・ディ・マクラ - 南
- マルモラ - 南西
- ストロッポ - 西

西のストロッポ、東のサン・ダミアーノ・マクラは同じヴァッレ・マイラ（マイラ川の谷筋）のコムーネで、南のチェッレ・ディ・マクラとの間はリオ川沿いに走る県道で結ばれている。その他のコムーネとの間は山で隔てられている。

### 地勢
村域の北と南は山岳部である。北部には2400mを越える Monte Rastcias などが聳える。村内をマイラ川 (it:Maira (torrente)) が西から東へ流れており、南からリオ川が合流する。

### 主な集落
村は大きく分けて北部のアルマ地区（イタリア語: Arma / ピエモンテ語・オック語: l'Arma）、南部のアルバレット地区（Albaretto / l’Albaret）に分けられる（1928年に合併する前の旧村である）。村役場のあるBedale集落は、アルマ地区に含まれる。
アルバレットは、1602年にアルマから分かれてから1928年までは独立の村であった。アルバレット村の村役場は、Serremorello集落にあった。

#### 地震分類
イタリアの地震リスク階級 (it) では、3s に分類される
。

## 歴史
アルマの集落は、12世紀の記録に Alma として登場している。アルマという名は、ケルト・リグリア語 (Ligurian language (ancient)) で洞窟・岩屋を意味するbalmaに由来すると考えられている。
マクラなど山間の村の人々は、古くから行商人として生活を立ててきた。マクラの行商人の扱った代表的な品目が、アンチョビ（カタクチイワシ）の塩漬けである。
1928年、アルマとアルバレットは再び合併したが、この時に自治体名はマクラとなった。
20世紀以降（とくに第二次世界大戦後）、人口は都市部に流出して山間の村は過疎化したが、これはマクラ商人の経済活動のネットワークが広がることも意味していた。住民は当初クーネオ、アスティ、トリノなどのピエモンテの都市に移り住み、のちにはミラノや、ボローニャ、パルマなどイタリア北部の諸都市に広がった。移住したマクラ出身者は、各地で行商・移動店舗から卸売業へと進出した。

## 行政

### 山岳部共同体
広域行政組織である山岳部共同体「ヴァッリ・グラナ・エ・マイラ山岳部共同体」 (it:Comunità montana Valli Grana e Maira) （事務所所在地: サン・ダミアーノ・マクラ）を構成するコムーネの一つである。

## 社会

### 人口

#### 人口推移
20世紀初頭までは1000人を超える人口を有していたが、2011年国勢調査時の人口は52人であった。イタリアでも人口の少ないコムーネの一つである（ペデジーナ#人口最少のコムーネ参照）。

## 文化・観光
自然に恵まれ、ハイキングや本格的な登山が可能である。また、古い教会・礼拝堂、水車小屋や鍛冶場など伝統的な生活のあとも観光地となっている。
村の守護聖人である聖マルチェッリーノ（教皇マルケリヌス）の記念日である4月26日には祭りが行われ、アンチョビの展示会のほか、音楽行事などが行われる。

### アンチョビ（アッチューガ）
マクラの村は南隣のチェッレ・ディ・マクラとともに、アンチョビ（イタリア語では「アッチューガ」acciuga）の塩漬けで知られている。古くから行商人として生活を立ててきたこれら山間の村の人々は、イタリア北部の諸都市にアンチョビを広める役割を担った。
伝説によれば、かつらを作るための毛髪をジェノヴァに売りに行った行商人が、アンチョビを仕入れて帰り道で売りさばき、大儲けをしたのがきっかけとされている。「塩漬けのアンチョビ」には、塩に課される高い関税を免れる抜け道という側面も持っており、富裕な人々によって買われたばかりでなく、塩の不足する山間部の貧しい人にも経済的な調味料として利用された。マクラ村公式サイトによれば、北イタリアに広がったマクラ出身者はアンチョビを扱うことから各地で商売を起こしたといい、第二次世界大戦後にスーパーマーケットという業態が確立するとともにアンチョビが普及することにも彼らの役割があったという。

## 交通

### 道路
マイラ川に沿って走るSP（県道）422が、村域を東西に貫いている。マクラ集落では南にSP116が分岐し、チェッレ・ディ・マクラに至る。
- SP116
マクラ - 〔チェッレ・ディ・マクラ〕
- SP357
- SP422
〔アッチェーリオ - ストロッポ〕 - マクラ - 〔サン・ダミアーノ・マクラ - ドロネーロ〕